# Adolfo Enríquez García
Adolfo Enríquez García, más conocido como Fofo (Palma de Mallorca, Islas Baleares, España, 2 de marzo de 1990) es un futbolista español. Juega de delantero y actualmente es jugador del C. F. La Nucía de Alicante. 

## Trayectoria
Fofo se inició en la cantera del equipo de su localidad, el GCD Sant Joan d'Alacant, de San Juan de Alicante. Posteriormente pasó a las categorías inferiores del Alicante Club de Fútbol. En la temporada 2008/09 tras jugar con el Juvenil A del Alicante, jugó el último tramo de la liga con el Alicante "B" en Tercera División, y posteriormente jugó la promoción de ascenso a Segunda "B". En verano de 2009 fichó por el Villarreal, con el que comenzó jugando en el segundo filial de Tercera División entrenado por José Francisco Molina, aunque sus buenas actuaciones le hicieron subir al filial de Segunda División.
Posteriormente, en la temporada 2010/2011 fichó por la  SD Ponferradina, donde se asentó en Segunda División, permaneciendo 3 temporadas en el cuadro berciano.
Después de jugar en el C. D. Mirandés en la temporada 2016-17, consumó el descenso de categoría con el equipo de Miranda de Ebro. 
Actualmente es jugador del C. F. La Nucía del grupo VI de la Tercera División. Ha llegado a disputar el play-off de ascenso a Segunda División B, anotando un gol en el partido de ida de la primera eliminatoria, a pesar de haber quedado eliminado ante el UM Escobedo en la primera ronda.

## Clubes
| Club                 | País   | Periodo   | Liga PJ (G) |
| -------------------- | ------ | --------- | ----------- |
| Alicante C. F. "B"   | España | 2008-2009 |             |
| Villarreal C. F. "C" | España | 2009-2010 |             |
| Villarreal C. F. "B" | España | 2009-10   | 5 (0)       |
| S. D. Ponferradina   | España | 2010-2013 |             |
| R. C. D. Mallorca    | España | 2014-2015 | 5 (0)       |
| U. E. Llagostera     | España | 2016      |             |
| C. D. Mirandés       | España | 2016-2017 |             |
| C. F. La Nucía       | España | 2017-2018 |             |